# Hendrik Karel Van Doorne

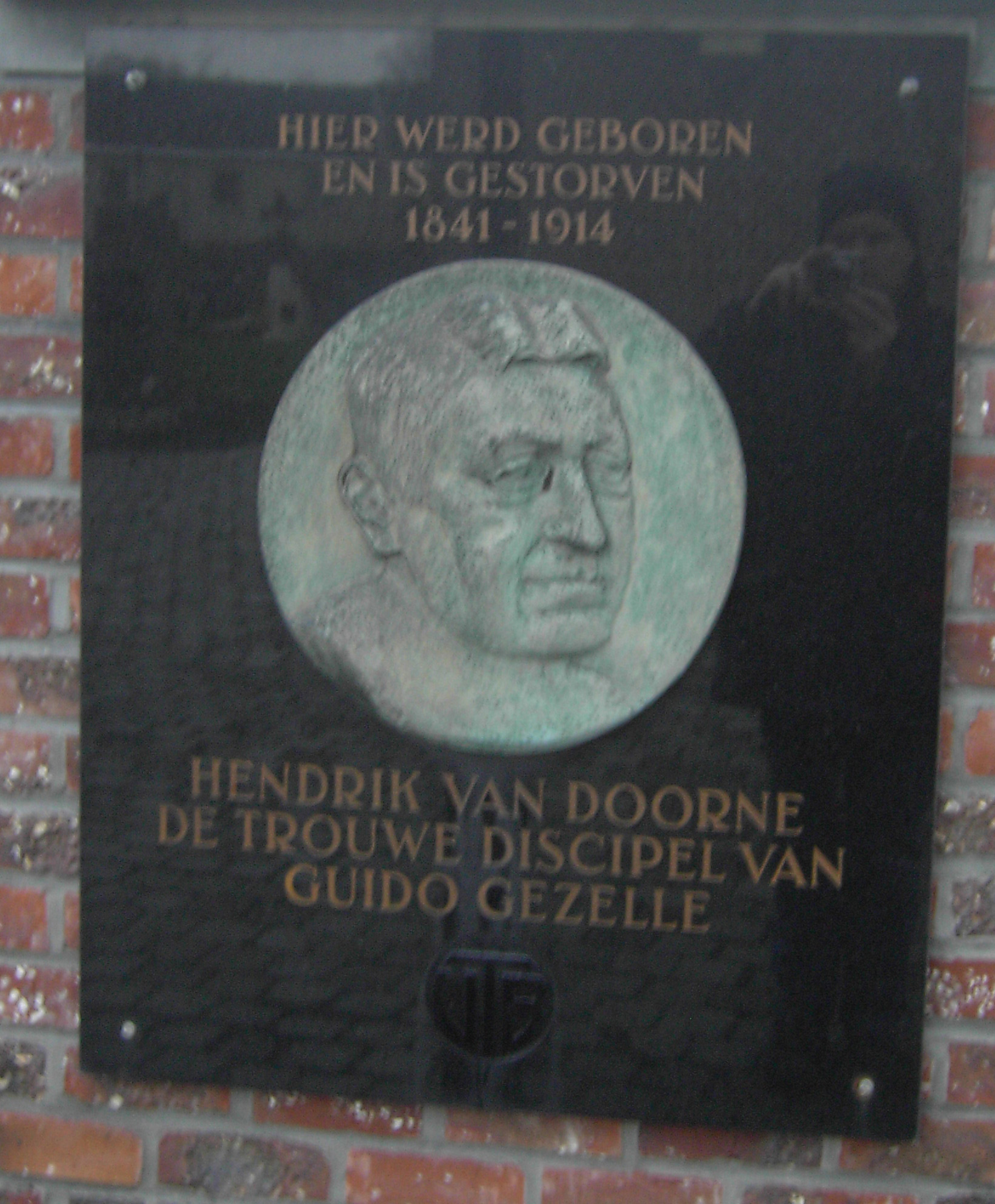
Gedenkplaat in Poeke

Henricus Evaristus Carolus (Hendrik Karel) Van Doorne (Poeke, 16 april 1841 - aldaar, 14 september 1914) was een Belgisch rooms-katholiek priester, missionaris in Engeland en levenslange vriend van Guido Gezelle.

## Levensloop
Hendrik Van Doorne was een zoon van notaris en burgemeester van Poeke (Poucques) Johannes Van Doorne (Ioannes Antonius Guillielmus Van Doorne) en Augusta Rosalia Van Eechaute. Hij werd in 1854 intern in het Klein Seminarie van Roeselare en maakte kennis met de destijds jonge seminarist Guido Gezelle, die niet lang daarna priester zou worden. Gezelle was op dat moment werkzaam als surveillant en ontfermde zich over de dertienjarige, die veel heimwee had naar huis. Hij gaf hem de bijnaam "Poeke" en wijdde aan hem verschillende gedichten. 
Hij knoopte goede relaties aan met de ouders Van Doorne en verbleef herhaaldelijk bij hen in Poeke. Dit inspireerde hem tot gedichten gewijd aan dit dorp en aan de natuur die hij er aantrof. Hij schreef 26 gedichten die met Poeke of met de familie Van Doorne in verband stonden. Bij het overlijden van een zoontje van Karel van Doorne (August Van Doorne, 9 maart 1853 - 14 juni 1862) schreef Gezelle een van zijn bekendst geworden zielgedichtjes, dat later vaak op doodsprentjes is geplaatst.
Gezelle was nooit de klasleraar van Van Doorne, maar gaf hem wel bijlessen in Engels en Nederlands. Er zijn veel gedichten in verband te brengen met die leerling. Van Doorne verzamelde ze in een album. Sommige werden door Gezelle aan hem opgedragen, zoals het bekende 'k Hoore tuitend’ hoornen, dat zoals andere, dateert uit de zomer van 1860.
Toen Gezelle in Brugge werd benoemd, volgde Van Doorne hem naar het Engels College en later het Engels Seminarie in Brugge. Hij volgde eerst de retorica in het Sint-Lodewijkscollege en bracht zijn twee jongere broers Jozef en Alfons naar Brugge en naar dit college mee. In september 1861 trad hij binnen in het Engels Seminarie. De vriendschap tussen hem en Gezelle groeide tijdens de volgende jaren, vooral toen in juni 1862 het jongste zoontje in het gezin Van Doorne, de negenjarige Alfons, overleed en Gezelle niet alleen een gedicht schreef voor het doodsprentje, maar ook een steun en toeverlaat was voor de ontroostbare moeder. In datzelfde jaar werkte Van Doorne mee met Hugo Verriest aan het klaarmaken van de weldra te verschijnen bundel Gedichten, gezangen en gebeden. Mogelijk was er toen al sprake van enige onenigheid tussen hen. In 1864 ontstodn er een hevige ruzie in het Engels Seminarie,  waarschijnlijk als gevolg van tegenstellingen en spanningen tussen Ieren, Engelsen en Belgen. Gezelle en Van Doorne bleken zich in tegengestelde kampen te bevinden. Van Doorne liet daarop aan Eugeen Van Oye weten dat zijn vriendschap met Gezelle ten einde was. 
Op 24 augustus 1865 werd Van Doorne in Londen tot priester gewijd. Na beëindiging van zijn studies in Rome, vertrok hij het jaar daarop naar Engeland. Hij was er meer dan dertig jaar in de katholieke zielzorg werkzaam. Hij werd rector benoemd in de Londense voorstad Brixton en bouwde er een bloeiende katholieke parochie uit. In 1900 legde hij zijn ambt neer en keerde terug naar het ouderlijke huis in Poeke, waar hij in 1914 overleed.
De breuk tussen Gezelle en Van Doorne bleef niet duren. Vanuit Engeland werd Van Doorne, onder de schuilnaam Godschalck, een regelmatige medewerker van Rond den Heerd. Later werkte hij ook mee aan Loquela. Wanneer hij vakanties in Deinze (bij een oom van hem) of in Ruiselede (in zijn buitenverblijf) doorbracht, stuurde hij uitnodigingen naar Gezelle om bij hem op bezoek te komen.
Van Doorne had literaire aanleg en Gezelle moedigde hem aan om een nieuwen schoonen dichter te worden. Hij waagde zich aan poëzie, maar heel ver dreef hij dit niet. Hij schreef ook een roman en bereidde een gedenkboek voor met zijn herinneringen aan Gezelle, dat hij echter niet voleindigde.

## Eerbetoon
In 1976 onthulde Jozef Van Overstraeten, voorzitter van de VTB-VAB twee gedenkplaten, aangebracht in de voorgevel van het verbouwde ouderlijke huis (later verhuisd naar de kerkhofmuur). De ene toont een beeltenis van Hendrik Van Doorne, de andere geeft het gedicht weer door Guido Gezelle aan Poeke gewijd.